# Восстание на Каменщине
Восстание на Каменщине 1754—1756 — вооружённое восстание крестьян в 1750-х годах, происходившее на юго-востоке Беларуси, во владениях Виленского капитула Каменщины Мозырского уезда. Предпосылки восстания начали появляться ещё в 1736 году и продолжали развиваться, пока не дошли до полноценного восстания в 1754 году. Причиной их был непосильный гнёт, который долгое время терпели крестьяне от местной администрации. В ходе восстания вооружённые отряды крестьян оказали сопротивление воинам Радзивилла, но в конечном итоге были разгромлены.

## Первый год восстания
В 1754 году крестьянские волнения переросли в вооружённую демонстрацию. Также в 1754 году восстание гайдамаков произошло в Житомирской области, которая непосредственно граничит с Каменским районом.
Самые ранние сведения о восстании на Каменщине датируются сентябрём 1754 года. В этот год гетман отдал приказ о передаче ему в распоряжение двух полков для подавления крестьянского протеста. Гетману удалось ненадолго подавить восстание, чему свидетельствует приказ, отданный в декабре того же года, согласно которому солдаты должны были вернуться на прежнее место дислокации.

## Второй год восстания
Однако борьба крестьян не прекратилась. В октябре 1755 года бунтующие снова взялись за оружие и намеревались вернуться во владения капитула. На этот раз такого количества армии оказалось недостаточно для усмирения бунтовщиков, так как через месяц после начала второго этапа восстания Радзивилл отправил в Каменщину еще четыре полка из 70 всадников во главе со шляхтичем Понятовским. Однако такой силы было недостаточно, чтобы подавить бунт.

## Третий год восстания
В письме Радзивиллу от 8 января 1756 года Понятовский сообщал, что вся Каменецкая волость взбунтовалась и взяла в руки оружие, имея более 700 крестьянских домов.
Крестьяне покинули свои деревни, когда полки приблизились к владениям, и направились к городу Словечна, где намеревались сплотиться и оказать вооруженное сопротивление армии. Крестьянский отряд принял на себя удар еще до достижения армией Словечного. Неожиданно для дворянского отряда крепостные пошли в атаку. Небольшое войско Понятовского не выдержало натиска и начало отступать. Уходя, полки оказали сопротивление, но затем убежали. Им пришлось отступить в Убарти, город, расположенный в 10 километрах от Каменщины. Дойдя до Убарти, Понятовский решил занять позиции в городе до прибытия помощи от Радзивилла, так как идти в атаку против восставших крестьян имеющимися силами было бессмысленно.
Повстанцы также готовились к будущему сражению. Бунтовщики продолжали приближаться к Словечно и по прибытии создали укреплённый лагерь. Число повстанцев насчитывало несколько тысяч.
В феврале 1756 года в штрафной отряд Понятовского прибыло 55 осужденных, а в марте из Несвижа прибыла дополнительная пехота. Кроме того, по приказу Радзивилла в Овруч было отправлено гетманское ополчение.
Понятовский и его войско выступили из Убарти, чтобы соединиться с ополчением под Овручем, а затем атаковать лагерь повстанцев, находившийся в Словечно. После объединения под с гетманским ополчением, число военных насчитывало 400 человек. В ряды армии входили: гусары, лёгкая кавалерия, пехота и артиллерия. Имея эту силу, войско могло рассчитывать на успех в столкновении с крестьянским отрядом.
Повстанцам была предложена добровольная сдача в плен. Но они единогласно приняли решение не принимать предложение. После этого ответа командир дворянского отряда отдал приказ атаковать крепость. Военные подожгли гумно, около которого устроили засаду. Атака была мгновенной и крестьяне не выдержали натиска. Оборонительное сооружение было захвачено, причем без потерь со стороны армии. Повстанцы потеряли 60 человек. Более того, в прилегающих к лагерю болотах утонуло несколько десятков крестьян. Было взято в плен около 60 раненых.

## Итоги восстания
Бунтовщики были разгромлены в крепости под Словечно. Восставшие потерпели поражение из-за разрозненности и отсутствия главнокомандующего отрядами крестьян.
Назвать крестьянское восстание напрасным нельзя, потому что после разгрома повстанческой армии положение крестьян на некоторое время улучшилось, чему способствовало существенное ослабление повинностей в отношении крепостных.